# Båtarna (naturreservat)
Björnån är ett naturreservat i Älvdalens kommun i Dalarnas län.
Området är naturskyddat sedan 2012 och är 161 hektar stort. Reservatet består av myrar och små sjöar och tall med gran i utkanterna.